# Sophiatown

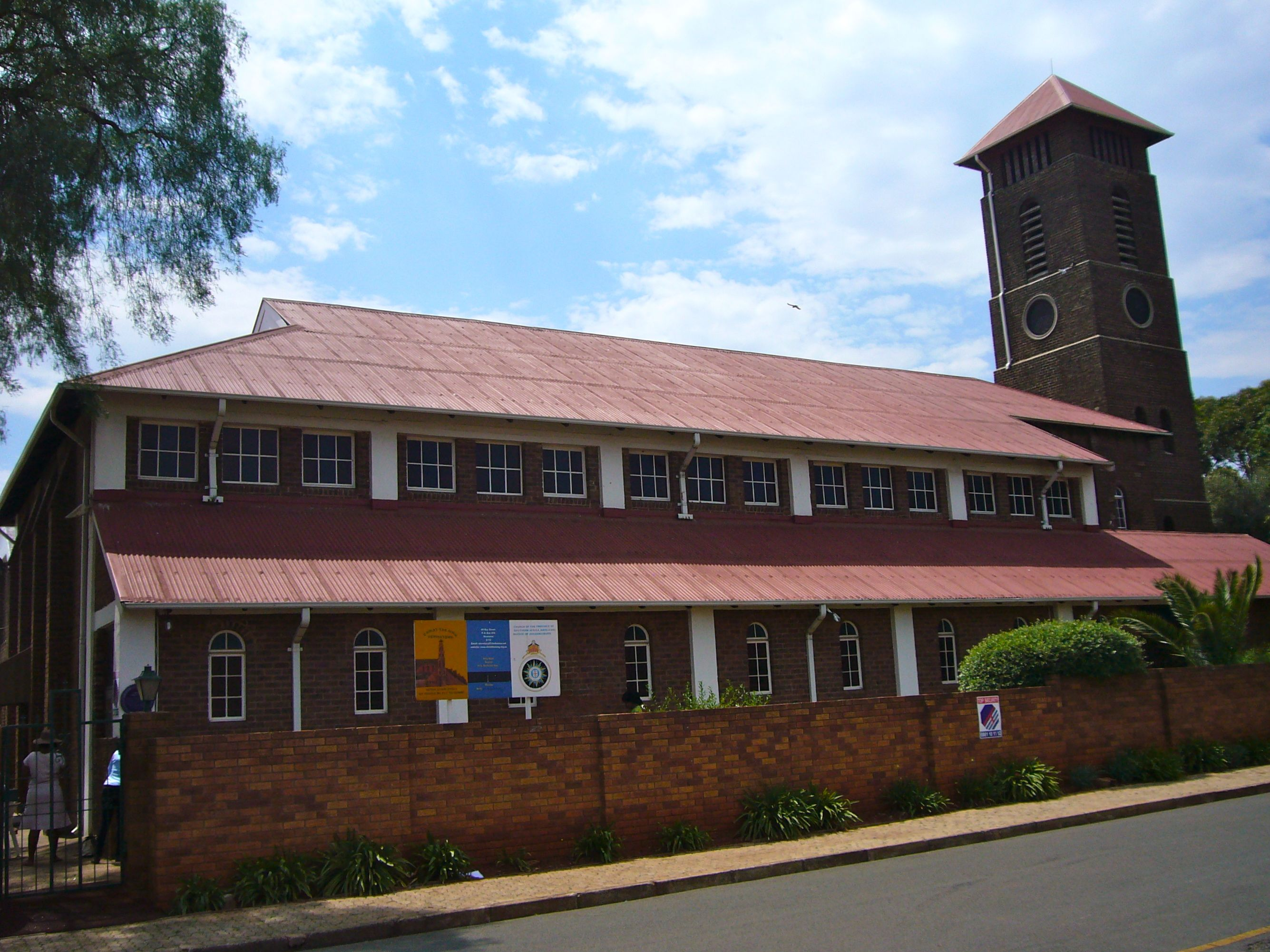
Église du Christ Roi à Sophiatown

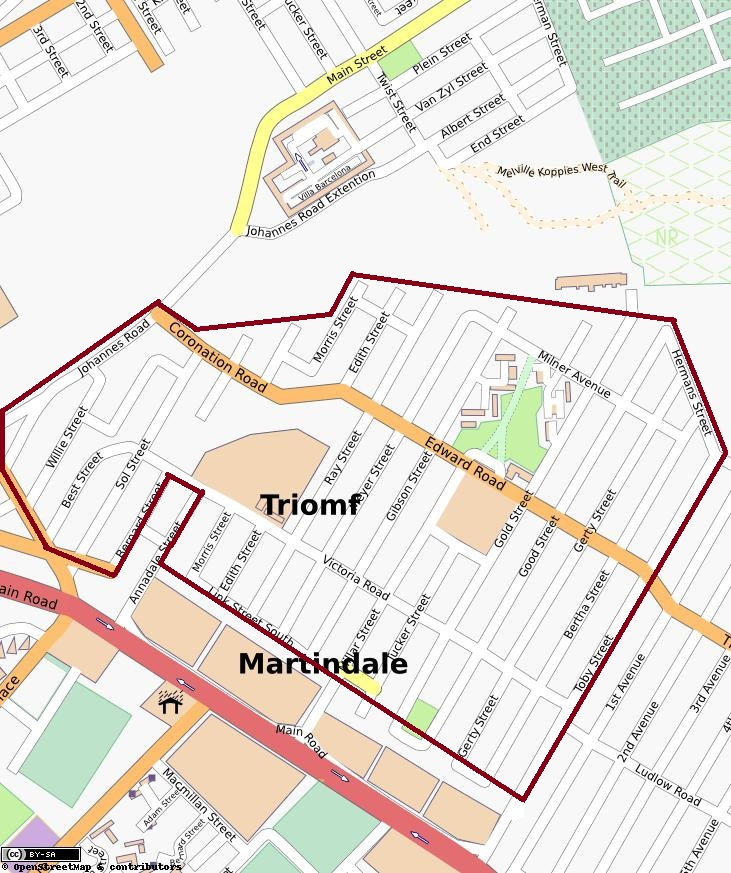
Carte de Sophiatown (Triomf)

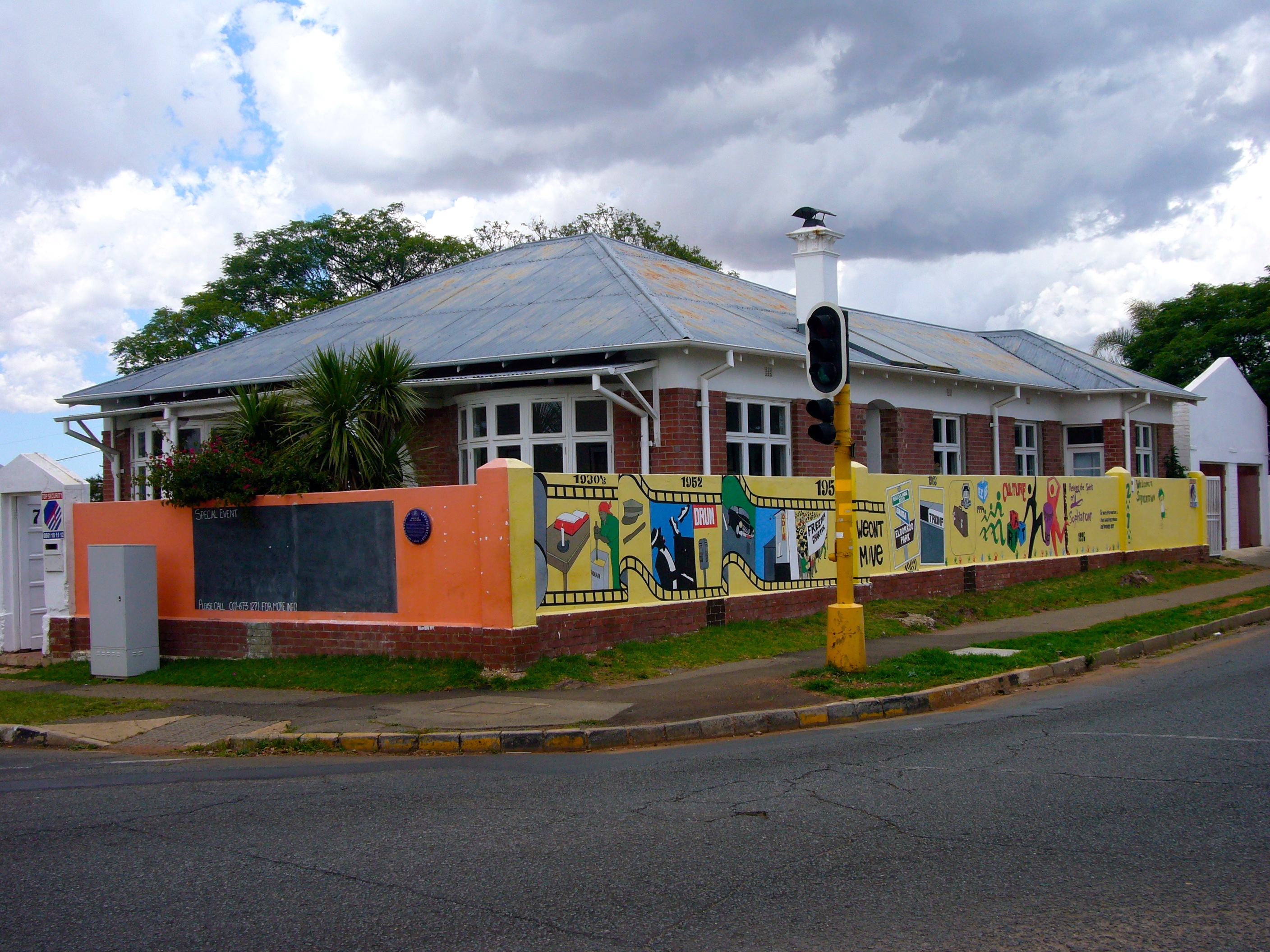
Maison d'Alfred Xuma à Sophiatown

Sophia Town est un quartier de Johannesbourg en Afrique du Sud appelé Triomf de 1955 à 2006.

## Historique
Le nom de Sophiatown fait référence à Herman Tobiansky qui avait acheté en 1899 la terre où devait s'ériger un quartier blanc de Johannesbourg. Il baptisa les rues aux noms de ses enfants et la ville au nom de sa femme.
Le quartier se peupla néanmoins au cours des années par des habitants noirs et devint mixte. Au début des années 1950, c'était l'une des dernières zones de Johannesbourg où l'accession à la propriété était encore possible pour les Noirs. La pression démographique y était forte, les parcelles de terrain étaient subdivisées, les résidents louaient des pièces dans l'arrière-cour et construisaient des habitations de fortune. C'était loin d'être un paradis, mais ce quartier offrait aux résidents noirs une « tenure franche » qui faisait défaut ailleurs dans la cité. Le sentiment d'appartenance a donné naissance à une culture qui lui était propre : « À Sophiatown, même si c'était impromptu, il y avait toujours une fête », se souvient Anthony Sampson, un ancien rédacteur en chef du magazine Drum.
En 1955, en pleine politique d'apartheid, le gouvernement fit déplacer de force 65 000 résidents noirs de Sophiatown vers le nouveau township de Soweto (South Western Township), et rasa le quartier,
,
,. Sophiatown redevint ensuite une banlieue blanche rebaptisée « Triomf » (Triomphe en afrikaans). Dans les années 1980, une comédie musicale, Sophiatown, raconta l'histoire de ce quartier, brutalement rasé, au nom de l'apartheid et de la séparation géographique des races.
En février 2006, Amos Masondo, le maire de la municipalité de Johannesburg redonna officiellement son nom de Sophiatown au quartier en présence de nombreux anciens résidents noirs expulsés en 1955.

## Personnalités liées à ce quartier
- Alfred Xuma (1893-1962),  chirurgien et un homme politique sud-africain, président du Congrès national africain jusqu'en 1949, y a vécu, son ancienne demeure y est classé monument historique.
- Desmond Tutu (1931-2021), archevêque anglican, a résidé à Sophiatown.
- Thandi Klaasen (1931-2017) chanteuse de  jazz, est née et a grandi dans cette ville (une de ses plus célèbres chansons s'appelle d'ailleurs Sophiatown).
- Zakes Mokae (1934-2009), acteur, y a vécu.
- Hugh Masekela (1939-2018), joueur de jazz, a joué, jeune musicien, à Sophiatown.
- Felicia Mabuza-Suttle (1950), animatrice télé, y est née.